# Acacia anomala
Acacia anomala là một loài thực vật có hoa trong họ Đậu. Loài này được Court miêu tả khoa học đầu tiên.